# Margarinotus carbonarius
Margarinotus carbonarius é uma espécie de insetos coleópteros polífagos pertencente à família Histeridae.
A autoridade científica da espécie é Hoffmann, tendo sido descrita no ano de 1803.
Trata-se de uma espécie presente no território português.